# お鉢巡り
お鉢巡り（おはちめぐり）とは、火口の周りを一周すること。
本記事では日本におけるお鉢巡りの代表例である富士山山頂の火口について記述する。その他のお鉢巡りについては各記事先を参照。

## 概要
お鉢巡りが行われるようになった年代は明らかではないが、富士講が広まり、その信者が登山をした際などは既に一つの行事として行われていた。お鉢巡りと呼ばれる由来は、頂上に8つある峰（八神峰）の「八」からお八巡りとなり、形が変わりお鉢巡りとなったという説と、噴火口が「お鉢」のようであるからという2つの説がある。
本来は、八神峰を全て巡ることをお鉢巡りと呼んでいたようだが、現在は、峰に登るのが危険であるため、峰の頂上を通らずに巻く道を通って火口の周りを一周することを「お鉢巡り」という。
後述する通り、お鉢巡りを行うには時間に余裕があり（1周するのに1時間35分）、かつ好天候である必要があるため、富士山頂に登頂した者でも、お鉢巡りを行わない者や剣ヶ峰まで行かない者は多い。そもそも富士山においては各登山道の終点である火口の周りを「頂上」と呼んでおり、ここに到達すれば登頂したことになるからである。
なお、お鉢巡りルートの大半は傾斜が緩いため体力を必要としないが、標高が3700m以上であるため空気が薄く、高山病にかかりやすいので深呼吸を怠らないなど注意が必要である。
富士山山頂の火口の周りを一周するお鉢巡りは有名である。一周するのに要する標準コースタイムは1時間35分。剣ヶ峰など展望ポイントや各山小屋でゆっくり休憩を取った場合や、疲労時は2時間以上かかる。お鉢巡りルート上に日本最高標高地点である剣ヶ峰がある。
なお、近年は7月に入っても残雪が多く、剣ヶ峰から時計周り側は残雪のため通行止めになる年が多い。この場合は一周できず、吉田口山頂～富士宮口山頂～剣ヶ峰の往復となる。近年の通行規制解除日は以下の通り。
- 2007年7月26日
- 2009年8月3日
- 2010年7月25日
- 2012年7月20日
- 2013年7月19日
- 2017年7月20日
- 2018年7月10日
- 2019年7月10日
- 2021年7月10日
- 2022年7月10日
- 2023年7月10日

## 霊場
お鉢巡りの際、目印とされる箇所（久須志神社・虎岩・銀明水・富士山本宮浅間大社奥宮・雷岩・シャカの割れ石・金明水など）がある。富士講の信者がお鉢巡りを行った際には、既にこのように呼ばれていたとされ、聖地として考えられていた。

## お鉢巡りの危険性
お鉢巡りルートには、足を踏み外せば滑落するような場所も多いが、柵は一部区間にしか設置されていない。そのため、強風に煽られたり、雨や霧で滑りやすくなった石で滑落する恐れもある。夜間に歩くのも危険である。このような悪天候の日にお鉢巡りルート上を歩いたために命を落とした事例もある。
火口の周りを一周するだけなので迷いにくいが、道標は最低限しか設置されていない。

## 時計回りと反時計回り
お鉢巡りは、時計回りに1周するのが本来の習わしとされる。これは明治以前は富士登山は仏教の要素が大きかったのであるが、仏教では聖地を右回り（時計回り）に廻るのが慣わし（右繞・コルラ）であるからである。また、最も利用者数が多い吉田口・須走口から頂上に登ると、時計回り方向に山小屋やトイレが並んでおり、富士宮口・御殿場口から登頂した場合も時計回り方向に最高峰剣ヶ峰があるため、そのまま時計回り方向にお鉢巡りする者が大半である。
また、剣ヶ峰直下の北側は7月に入っても残雪が残りやすいため、お鉢巡りルート通行規制中は、時計回りでしか剣ヶ峰に行くことはできない。
幕末期の富士講の一派である小谷三志率いる不二孝（不二道）は、常識を逆転させて倫理を説く「お振り変わり」という考え方から、反対回りを実施していた。

## 画像

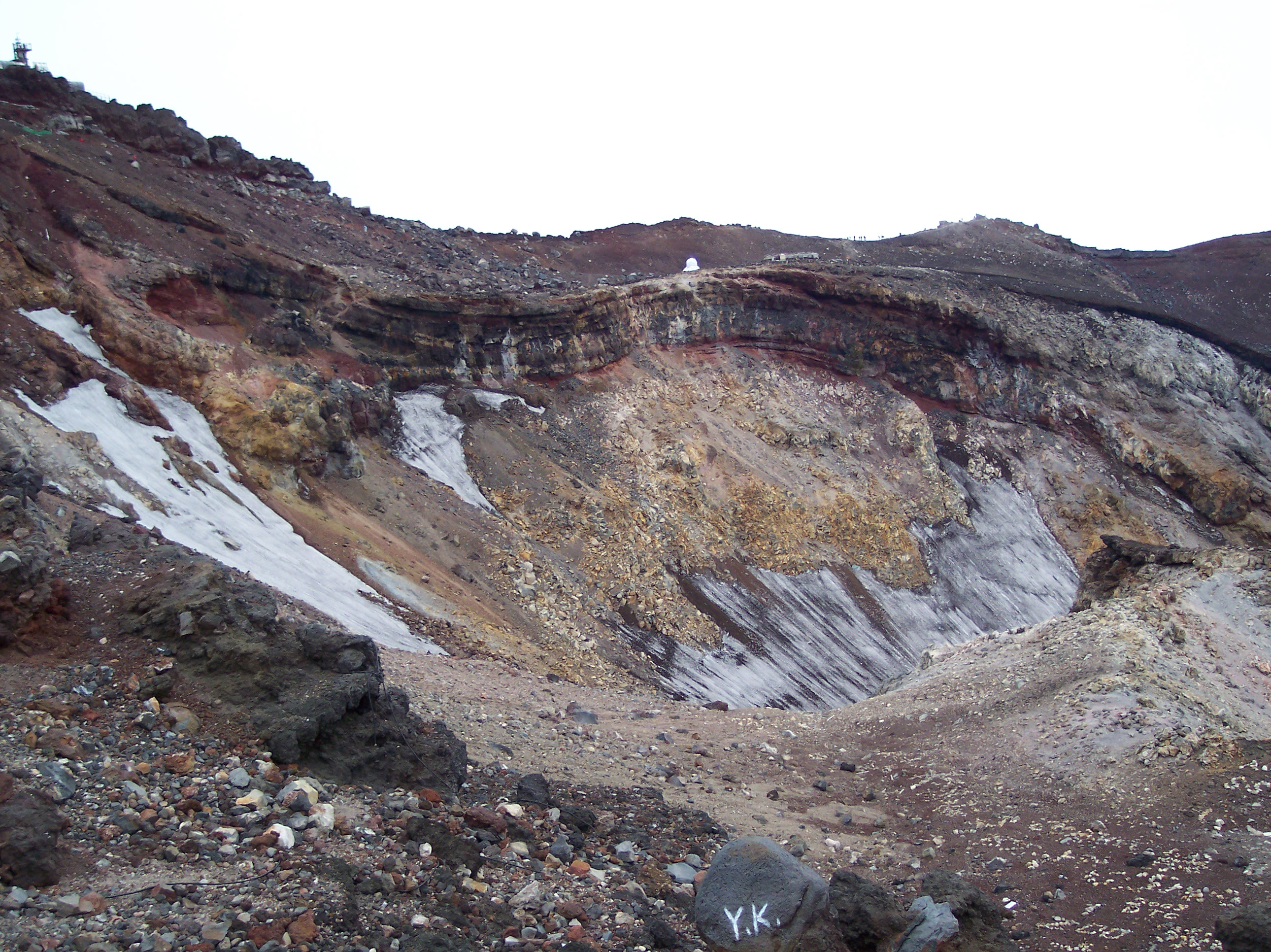
噴火口

## 国内のお鉢巡りスポット
- 吾妻小富士 - 福島県福島市
- 剣ヶ峰 - 長野県木曽郡木曽町
- 由布岳 - 大分県由布市

## 参照
1. 1 2  昭文社 山と高原地図 31.富士山 御坂・愛鷹 2013
2. ↑  井上摩紀, 星野聡子, 小森康加, 「常圧低酸素環境における登山熟練者の登板歩行運動と呼吸スキル」『大谷大学真宗総合研究所研究紀要』 33号 p.91-101 2016年, 大谷大学真宗総合研究所, ISSN 1343-2753。
3. ↑  北原明文, 「伊那谷における不二道・実行教の展開 : 続「三河民権国事犯事件と飯田地方の自由主義思潮」」『清泉女学院短期大学研究紀要』 26号 p.(1)-(12), 2008-03-03, 清泉女学院短期大学, NAID 110007478787。